# Rybie (powiat kłodzki)
Rybie (niem. Fischerhau) – osada wsi Wojbórz, w Polsce, położony w województwie dolnośląskim, w powiecie kłodzkim, w gminie Kłodzko.
W latach 1975–1998 miejscowość administracyjnie należała do województwa wałbrzyskiego.